# Child in Time

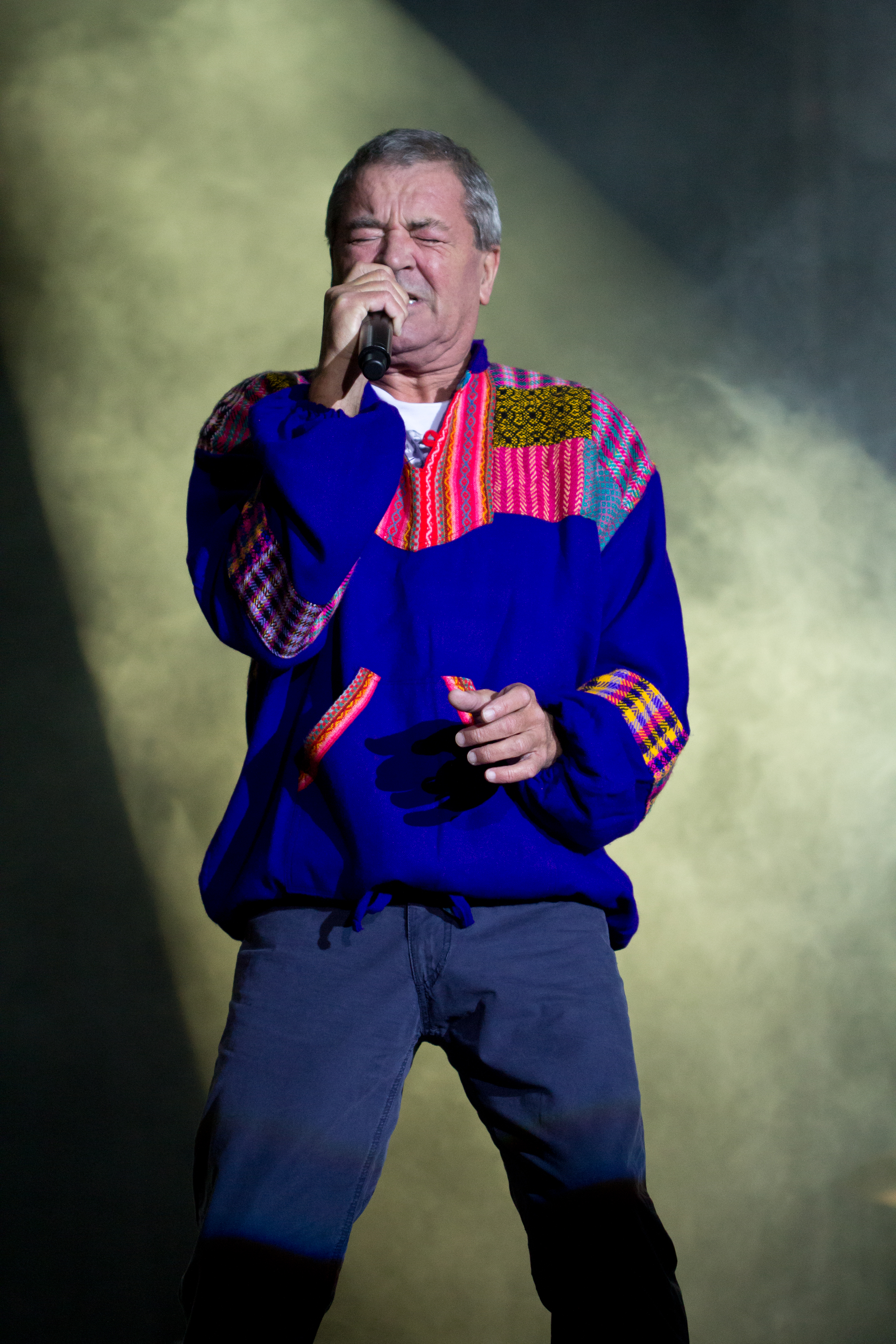
Ian Gillan en 2013.

«Child in Time» es una canción de la banda de hard rock británica Deep Purple. La canción, de una duración de unos diez minutos, fue presentada en el álbum In Rock de 1970.

## Características
La introducción es llevada a cabo por Jon Lord, que toca un solo con el órgano Hammond acompañado de la voz de Ian Gillan, de fuerza creciente. 
En general, la canción tiene un ambiente dramático, tanto por la oscura letra como por la instrumentación. Pero sin duda lo más increíble es la actuación vocal de Gillan, considerada por muchos como lo máximo a lo que puede llegar cualquier voz dentro del hard rock. De hecho, en las últimas actuaciones de Deep Purple la canción se queda fuera del repertorio porque el paso de los años ha desgastado la voz de Ian Gillan lo cual hace que sea muy arriesgado interpretarla. La última vez que se incorporó en vivo con Deep Purple fue en Harrogate en 2002. En esa última ocasión, para mejorar la calidad y cubrir los posibles fallos, se usaron sonidos agudos de guitarra, una técnica que también ha sido utilizada a veces con "Space Truckin'".
El tema tiene una estructura A-B-A más una coda. Durante la primera parte, lo más importante es, como se ha dicho, la actuación del Hammond y del vocalista acompañados ligeramente por la batería. Después, tras ir ganando en intensidad poco a poco, llega el clímax del tema. Los desgarrados y agudos gritos de Gillan antes de entrar en la parte B van en línea con la letra, que trata sobre el bien, el mal y la justicia; está basada en la muerte del padre del violinista David LaFlamme durante la Guerra Fría y en lo que sufrió el mismo David.
Después de esto, Ritchie Blackmore cambia totalmente la tónica de la canción con un largo e intenso solo de guitarra que al acabar, de manera muy repentina, da paso de nuevo al primer tema. Blackmore, normalmente asociado a Fender Stratocaster, grabó, sin embargo, con una Gibson ES-335 en estudio.
La repetición del A presenta algunas leves variaciones y que termina de la misma manera que en la ocasión anterior pero se deja llevar hasta una coda en el que aumentan progresivamente la intensidad y el ritmo de la canción.

## Historia
Fue escrita por Deep Purple en 1969. Los propios componentes del grupo dicen haberse inspirado por un riff de la canción "Bombay Calling" de una banda coetánea, It's a Beautiful Day. Este riff era tocado por violines y con un tempo mucho más rápido.
Además, es la primera canción compuesta por la segunda formación de Deep Purple (Gillan/Blackmore/Glover/Lord/Paice) y apareció originalmente en el "Concerto for Group and Orchesta" en 1969 (Un año antes de la salida de Deep Purple In Rock).
Esta canción es una de las primeras canciones de heavy metal y además su introducción presenta una serie de sonidos de carácter progresivo. Una versión famosa de esta canción es la versión en directo de Made in Japan, de 1972, cuya duración es aún mayor que la original de estudio.

## Versiones
- En 1976, el vocalista Ian Gillan, que había abandonado Deep Purple en 1973, grabó de nuevo la canción, con su nuevo proyecto: Ian Gillan Band. La canción dio título al primer álbum del nuevo grupo.
- El exguitarrista de Deep Purple, Ritchie Blackmore, grabó con su actual banda, Blackmore's Night, una nueva versión en su álbum de estudio de 2006 The Village Lanterne. Dicha versión se titulaba "Mond Tanz / Child in Time".
- Un fragmento de "Child in Time" aparece en las películas Twister, Breaking the Waves, ambas de 1996; y 23, de 1998.
- La citada versión en directo de 1972 de Made in Japan, además de otra en el álbum en directo Scandinavian Nights.
- "Child in Time" se utilizó en el documental de 1999 One Day in September, que trata sobre los atentados terroristas ocurridos en los Juegos Olímpicos de Múnich de 1972.
- Yngwie Malmsteen la versionó en su álbum Inspiration, de 1996.
- La introducción de Jon Lord fue utilizada por Big Audio Dynamite en el inicio de su canción "Rush".
- La parte B de la canción aparece en la película "Twister".
- Un fragmento de "Child in Time" aparece el anuncio del perfume de "Flower by Kenzo - L'Elixir" (2015).